# تسمه نقاله شفت لاین
تسمه نقاله شفت لاین یا به اصطلاح لاین شفت، همان‌طور که از نامش پیداست، تسمه‌ای است که توسط یک شفت در زیر غلتک‌ها تغذیه می‌گردد.

## معرفی
این نوار نقاله برای کاربردهای سبک تا ۵۰ کیلوگرم مناسب است و برای جابجایی جعبه‌های مقوایی و جعبه‌های حمل و نقل مورد استفاده قرار می‌گیرد.
محور تکی این رولیک که در زیر تسمه نقاله قرار دارد اجرا می‌شود. بر روی شفت یک سری قرقره وجود دارد.
یک تسمه پلی اورتان از یک قرقره روی محور برقی به سمت هر غلطک کشیده می‌شود. هنگامی که شفت قدرت می‌گیرد، تسمه اورینگ به عنوان یک زنجیر بین قرقره و غلتک عمل می‌کند و باعث چرخیدن غلتک می‌شود. این چرخش غلتک‌ها باعث می‌شود که در امتداد نوار نقاله فشاری به وجود آید.
شفت معمولاً توسط یک موتور الکتریکی هدایت می‌شود که عموماً توسط یک PLC الکترونیکی کنترل می‌گردد. PLC الکتریکی نحوه تعامل بخش‌های خاص از سیستم نوار نقاله را کنترل می‌کند.
از مزایای این نوار نقاله می‌توان به بی صدا بودن، نصب آسان، نگهداری نسبتاً متوسط و هزینه کم آن اشاره کرد.
نوار نقاله‌های شفت بسیار ایمن هستند زیرا تسمه‌های پلاستیک می‌توانند کشیده شوند و در صورت گیرکردن انگشتانتان زیر آنها آسیب جدی به شما وارد نخواهد شد؛ همچنین قرقره‌ها می‌لغزند و به غلتک‌ها اجازه می‌دهند در صورت گیرکردن لباس، دست یا مو در آن‌ها حرکت نکنند.
همچنین، از آنجایی که قرقره‌ها روی شفت شل قرار دارند و مانند کلاچ‌هایی عمل می‌کنند که در صورت نیاز به جمع شدن محصولات بر روی یکدیگر می‌لغزند.
تنها نقطهٔ ضعف نوار نقاله شفت لاین این است که می‌توان از آن فقط برای انتقال محصولاتی استفاده کرد که حداقل سه غلتک را در بر می‌گیرند، اما غلطک‌ها می‌توانند به قطر ۱۷ میلیمتر و و نزدیک به ۱۸٫۵ میلی‌متر هم باشند. برای اقلام کوتاه‌تر از سایز ۷۴ میلی‌متر هم مورد استفاده قرار می‌گیرد.